# Dschazuliyya
Dschazuliyya (andere Schreibweisen: Jazūliyya, Jazuliyya, Dschazuliyya, Djazoulïa) ist ein frühneuzeitlicher marokkanischer Sufiorden der Schadhiliyya-Tradition aus dem Maghreb. Er beeinflusste die Sufi-Lehren und -Praktiken bis in weit entfernte Gebiete wie Südasien. Sein Gründer ist Muhammad al-Dschazuli, einer der Sieben Heiligen von Marrakesch. Er und seine Schüler predigten den Dschihad gegen die spanischen und portugiesischen Invasoren Marokkos und die Revolution gegen die Mariniden-Dynastie. Sein Werk Dala'il al-khayrat gilt als sehr einflussreich.